# Oksana Udmurtowa
Oksana Udmurtowa, ros. Оксана Павловна Удмуртова (ur. 1 lutego 1982 w Grachowie w Udmurcji) – rosyjska lekkoatletka specjalizująca się w skoku w dal oraz trójskoku, uczestniczka letnich igrzysk olimpijskich w Pekinie (2008), brązowa medalistka mistrzostw Europy w Göteborgu (2006) w skoku w dal.

## Finały olimpijskie
- 2008 – Pekin – VI miejsce w skoku w dal

## Inne sukcesy sportowe
- 2005 – Helsinki, mistrzostwa świata – V miejsce w skoku w dal
- 2006 – mistrzyni Rosji i halowa mistrzyni Rosji w skoku w dal
- 2006 – Göteborg, mistrzostwa Europy – brązowy medal w skoku w dal
- 2006 – Moskwa, halowe mistrzostwa świata – VI miejsce w skoku w dal
- 2007 – Stuttgart, Światowy Finał IAAF – III miejsce w skoku w dal
- 2007 – Birmingham, halowe mistrzostwa Europy – IV miejsce w trójskoku

## Rekordy życiowe
- skok w dal – 7,02 – Doha 12/05/2006
- trójskok (stadion) – 14,85 – Padwa 31/08/2008
- skok w dal (hala) – 6,89 – Moskwa 17/02/2006
- trójskok (hala) – 14,94 – Tartu 20/02/2008 – 10. wynik w historii światowej lekkoatletyki